# Lujo Adamović
Lujo (Lulji) (Lucian) Adamovic (31 de julio de 1864, Rovinj - 19 de julio de 1935, Dubrovnik) fue un botánico y recolector de plantas serbia.

## Vida
Adamovic nació en Rovinj y creció en Dubrovnik. Estudió en Viena y Berlín con Joseph Anton Kerner von Marilaun, y Adolf Engler.
Adamovic fue profesor de media en Zaječar. De 1901 a 1905 fue director del Jardín Botánico de Belgrado Jevremovac. Vivió durante un tiempo en Viena y en Italia. En Viena fue profesor de fitogeografía. Como miembro asociado de la Academia Yugoslava de Ciencias y Artes en Zagreb publicó en esta entidad la flora de Dalmacia, Herzegovina, Serbia y Montenegro.

## Trabajo científico
Adamovic se ocupó fundamentalmente de la vegetación de la península de los Balcanes. En su tiempo, él era uno de los mejores expertos en la vegetación y flora de Europa Sudoriental y había redactado obras fundamentales. El mentor Richard von Wettstein fue un importante defensor de su investigación en las regiones de la llanura del Danubio, Rumanía, Macedonia, Bulgaria, Tracia, Tesalia, y la península de los Apeninos, a través del cual él consiguió un conocimiento exhaustivo de las formaciones vegetales del sudeste de Europa y el área mediterránea. En particular, su conocimiento de la flora y vegetación de Dalmacia, Bosnia y Herzegovina, Montenegro y Albania fue fundamental.
De 1896 a 1910 fue editor de la Exsikkatenwerkes "Plantae balcanicae exsiccatae". Para Adolf Engler y Carl Georg Oscar Drude publicó el trabajo, "La vegetación de la tierra", añadió el volumen 11, "Las relaciones de la vegetación de los Balcanes" en (1909).
Su herbario, fue una parte a Viena y otra a Praga.

## Algunas publicaciones
- Die Pflanzenwelt Dalmatiens. W. Klinkhardt, Leipzig 1911 doi:10.5962/bhl.title.9966

- Građa za floru kraljevine Crne Gore (= Rad Jugoslavenska Akademija Nauke i Umetnosti. 195). Zagreb 1913.

- Führer durch die Natur der nördlichen Adria. Con especial referencia a Abbazia. Hartleben, Viena/ Leipzig 1915.

- Die Pflanzenwelt der Adrialänder. 1929.

- Die pflanzengeographische Stellung und Gliederung Italiens. 1933.

- La abreviatura «Adamovic» se emplea para indicar a Lujo Adamović como autoridad en la descripción y clasificación científica de los vegetales.[1]

## Literatura
- Adamović Lujo. In: Österreichisches Biographisches Lexikon 1815–1950 (ÖBL). Band 1, Verlag der Österreichischen Akademie der Wissenschaften, Vien 1957, p. 5.